# Soro antiofídico
O soro antiofídico, também conhecido como antídoto, soro antielapídico e soro anticrotálico é um medicamento feito de anticorpos usado para tratar certas picadas e ferroadas peçonhentas. É recomendado apenas se houver toxicidade significativa ou alto risco de toxicidade. O soro antiofídico específico necessário depende das espécies envolvidas. É administrado por injeção.
Os efeitos colaterais podem ser graves. Incluem doença do soro, falta de ar, reações alérgicas e até mesmo anafilaxia. O antídoto é produzido pela coleta de veneno do animal específico e pela injeção de pequenas quantidades em um animal doméstico. Os anticorpos formados são então coletados do sangue deste animal e depurados. Existem variantes para picadas de aranha, de cobra, de peixe e de escorpião.
O soro antiofídico foi desenvolvido pela primeira vez no final do século XIX e passou a ser de uso comum na década de 1950. Está na Lista de medicamentos essenciais da Organização Mundial de Saúde. Dependendo do tipo, o preço por atacado em países em desenvolvimento é de 9,00 a 118,80 dólares por frasco. Nos Estados Unidos, chega a 2.300 dólares por dose.